# Mehmet Kurtuluş
Mehmet Kurtuluş (Uşak, 27 aprile 1972) è un attore tedesco di origine turca.
Ha recitato in Big Game - Caccia al Presidente (2014), Im Juli (2000), Kurz und schmerzlos (1998).

## Biografia
Mehmet è nato ad Uşak, in Turchia, tuttavia all'età di 18 mesi si è spostato in Germania.
Ha preso parte a molte produzioni del regista turco Fatih Akin.

## Filmografia parziale

### Cinema
- Kurz und schmerzlos, regia di Fatih Akin (1998)
- Im Juli, regia di Fatih Akin (2000)
- Der Tunnel, regia di  Roland Suso Richter (2001)
- Nackt, regia di  Doris Dörrie (2002)
- Equilibrium, regia di Kurt Wimmer (2002)
- La sposa turca, regia di Fatih Akin (2004)
- Lautlos, regia di Mennan Yapo (2004)
- Transfer, regia di Damir Lukacevic (2010)
- Big Game - Caccia al Presidente, regia di Jalmari Helander (2014)
- Honig im Kopf, regia di Til Schweiger (2014)
- Clair Obscur, regia di Yeşim Ustaoğlu (2016)
- Storia di Maria (Mary), regia di D.J. Caruso (2024)

### Televisione
- Adelheid und ihre Mörder - serie TV, ep.1x4 (1993)
- SK-Babies - serie TV, ep.1x4 (1995)
- Sterne des Südens - serie TV, ep.4x8 (1995)
- Tatort - serie TV, 7 episodi (2007-2012)
- Il secolo magnifico: Kösem (Muhteşem Yüzyıl: Kösem) - serie TV, 19 episodi (2015-2016)
- The Protector - serie TV, 9 episodi (2018)
- Into The Night - serie TV, (2020-2021)

## Doppiatori italiani
Nelle versioni in italiano dei suoi film, Mehmet Kurtuluş è stato doppiato da
- Alessio Cigliano in Big Game - Caccia al Presidente
- Dario Oppido in Into The Night
- Simone Mori in FBI: International
- Simone D'Andrea in Storia di Maria